# Distrito de Ninacaca
El distrito de Ninacaca es uno de los trece que conforman la  provincia peruana de Pasco situada en la parte suroccidental del departamento homónimo.
Desde el punto de vista jerárquico de la Iglesia católica forma parte de la diócesis de Tarma, sufragánea de la arquidiócesis de Huancayo.

## Historia
Fue creado por Ley del 2 de enero de 1857, durante el gobierno del presidente Ramón Castilla.

## Toponimia
El nombre proviene de los sustantivos del quechua nina = fuego, candela; qaqa = cerro, roquedal. De modo que 'ninacaca significa cerro del fuego.

## Geografía
Este distrito cuenta con un territorio de 508,92 kilómetros cuadrados  de superficie.  El distrito se encuentra ubicado a una altitud de 4 140 m s. n. m.

## Población
Tiene una población aproximada de 3 485 habitantes.

## Autoridades

### Municipales
- 2017 - 2022[2]
  - Alcalde: Pedro Pabo, ESPINOZA CORDOVA, del Pasco Verde (SP).
  - Regidores:  (SP), Eunice Dominga Espinoza Bedoya (SP), Augusto Felipe Atachagua Rojas (SP), Betty Rivera Herrera de Mendoza (SP), Pelayo Teodoro Álvarez Llanos (Concertación en la Región).[3]
- 2018 - 2022
  - Alcalde: Augusto Elías Alania Huaricapcha.

Juesa:Olga Ricaldi Gallardo

### Policiales
- Comisario: PNP.

### Religiosas
- Diócesis de Tarma[4]
  - Obispo (2001-2014): Mons. Richard Daniel Alarcón Urrutia.